# Thelma Houston
Thelma Houston (7 de maio de 1946) é uma cantora e compositora de R&B edance. 
Foi a vencedora de um prêmio Grammy e obteve o primeiro lugar nas paradas de sucesso norte-americanas em 1977, com sua versão de "Don't Leave Me This Way".